# 毛状根培養
毛状根培養（もうじょうこんばいよう、英語：hairy root culture）は、植物の代謝過程の研究あるいは価値のある二次代謝産物を生産するために用いられる植物組織培養の一種である。しばしば植物遺伝子工学的手法を用いる。
天然に存在する土壌細菌リゾビウム（Rhizobium spp.）のうち、発根 (root inducing) プラスミド（Riプラスミドとも呼ばれる）を含んでいるもの（旧来Agrobacterium rhizogenesとされていたもの）は、植物の根に感染でき、細菌の食料源となるオパインの生産や異常な成長を植物に引き起こす。異常な根はホルモンが必要でないため人工培地中での培養が非常に容易であり、無限増殖能を有する新生物 (Neoplasm) である。A. rhizogenes感染によって産み出された新生物根は（非形質転換不定根と比較して）高い増殖率や、遺伝的ならびに生化学的安定性を有する。
現在、毛状根培養の商業的利用に対する主な制約は、繊細かつ感受性の高い毛状根のための適切な培養容器（バイオリアクター）の開発および大スケール化である。今までのところ、産業レベルで毛状根培養を手掛けている唯一の会社は、スイス、ヴィッタースヴィルのROOTec bioactives AGである。

## 代謝研究
毛状根培養はファイトレメディエーションに利用することができ、ファイトレメディエーションが関与する代謝過程の研究に非常に有用である。
さらなる応用としては、形質転換および毛状根誘導の基礎的な分子的、遺伝学的、生化学的側面に関する詳細な研究がある。

## 形質転換培養物
Riプラスミドは、植物細胞の形質転換に利用されるT-DNAも含むように操作することができる。得られた形質転換根培養物は、操作されていない植物に匹敵あるいは上回る多量の二次代謝産物を生産することができる。

## 植物の繁殖における利用
毛状根培養は、植物体の再生や人工種子の生産にも利用できる。